# Fiterman Hall
El "Fiterman Hall" esta ubicado en "Bajo Manhattan" Nueva York" Fue construido en 1963, la obra finalizando en 1969, Tuvo que ser remolido después de los ataques terroristas del 11 de septiembre
El Fiterman Hall es un edificio situado en el World Trade Center, Bajo Manhattan, Nueva York, Estados Unidos. La construcción inició en 2008 y finalizó en 2012. El edificio tuvo que ser reconstruido tras los ataques terroristas del 11-S. 

## El edificio en los atentados

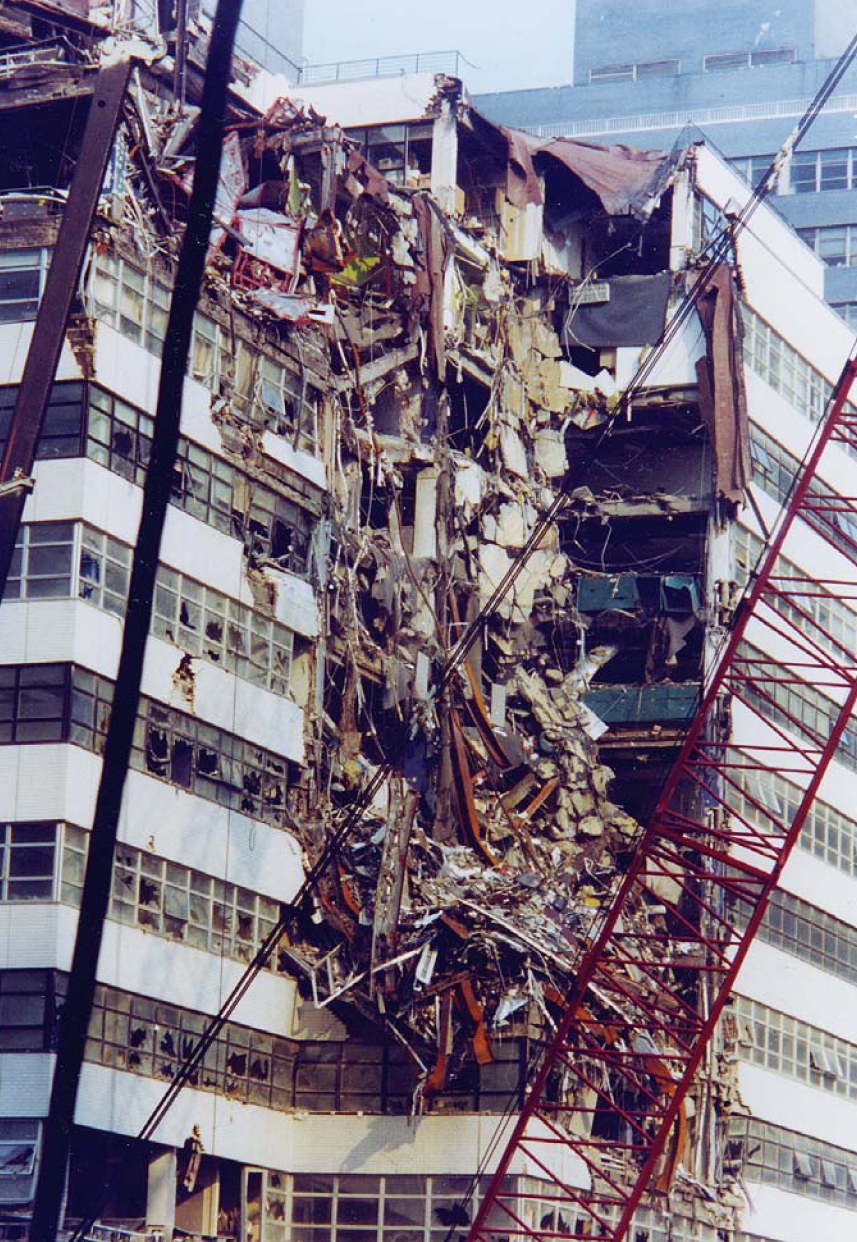
El corte en la fachada del Fitterman Hall en reconstrucción. Se puede ver un fragmento del 7 World Trade Center colgando del corte.

Cuando el 7 World Trade Center se desplomó, algunos de los fragmentos colgaron del corte del Fiterman Hall, que también varios pisos fueron destruidos por los escombros y la Autoridad Portuaria de Nueva York y Nueva Jersey tuvo que recaudar 44.894 dólares para su reconstrucción.
- Datos: Q4946345
- Multimedia: Borough of Manhattan Community College / Q4946345